# Вара (грошова одиниця)
Вара, вера (нім. Wära) — це демережевий засіб обміну, німецький представник Вільних грошей кінця 20-их років ХХ сторіччя. Вера знаходилася в обігу в багатьох місцях Німеччини, як грошовий експеримент започаткований прихильниками теорії Гезеля Гансом Тімом і Гельмутом Редігером в 1926 році.

## Концепція та функції
Штучно утворене Тімом і Редігером слово «вара, вера» складається з двох складових: Währung («валюта») і Währen («постійний, стабільний»). Вера дорівнювала вартості рейхсмарки. Мала такі купюри: ½, 1, 2, 5, і 10 вер.
Кожна вера-купюра підлягала щомісячній втраті свого номіналу на 1 %. Ця втрата вирівнювалася придбанням цінних марок по 0,5; 1; 2; 5 і 10 вера-центів (1 цент = 1 рейхспфенінг). Для цього на зворотній стороні банкноти знаходились надруковані поля, в які потрібно було вклеювати цінні марки відповідно до місяця.
Мета цього заходу — змусити засіб обміну постійно знаходитися в обігу. Щоб уникнути втрати в ціні наприкінці місяця утримувач вери намагався пошвидше пустити її в обіг.

## Історія
Після тривалої підготовки Гельмут Редігер і Ганс Тім в жовтні 1929 — майже одночасно з Нью-Йоркською чорною п'ятницею, яка призвела до всесвітньої економічної кризи — в Ерфурті заснували так зване товариство Wära-Tauschgesellschaft. Три роки до того, в рамках спілки фізіократів, було запущено вера-валюту на практиці.
Перший успіх організований в приватному порядку Wära-Wechselstellen був значним: в 1931 році вона включала понад 1000 компаній з усіх областей Німецької імперії. У багатьох містах відкрилися обмінні пункти, де можна було поміняти рейхс-марки на Вара. «Тут приймається вера», повідомляв надпис на вітринах багатьох магазинів. З цього приводу став відомим «експеримент вера» в Шваненкірхені (тепер частина муніципалітету Гендерсберг).

## Експеримент в Шваненкірхені
Зимою 1929 року гірничий інженер Макс Хебекер придбав на аукціоні шахту бурого вугілля Шваненкірхен, яка збанкрутіла ще в 1927 році, за 8000 рейхсмарок. Оскільки регіональні банки відмовлялися фінансувати реконструкцію старої шахти, Хебекер звернувся в товариство Wära-Tauschgesellschaft, ініціаторів якого він знав, яки прихильників Вільної економіки Гезеля, і сам був членом спілки фізіократів. Відносно в короткий термін в Ерфурті утворився консорціум фінансування Вера, який надав потрібну позику розміром в 50000 рейхс-марок. Більша частина кредиту була надана у валюті вера, а менша в рейхсмарках.
Вже в 1931 відновилося добування коричневого вугілля спочатку з 45, а пізніше з 60 робітниками шахти. Шахтарі отримували дві третини зарплати в верах і одну третину в рейхс-марках. Для підвищення суспільного визнання вери проводилися лекції про природу та функції грошей. Початкову недовіру місцевих бізнесменів Хебекер подолав тим, що постачав виробничу їдальню товарами зовнішніх фірм, які вже належали до спілки Wära-Tauschgesellschaft. Місцеві бізнесмени відразу ж відреагували і стали приймати купюри вери. Хебекер зміг домовитися з заводом Сіріус в Дегендорфі про постачання 1500 центнерів бурого вугілля щоденно.
Економічне життя Шваненкірхена переживало сильне піднесення, яке охопило і навколишні регіони. До того ж Хебекер розвивав нові ділові ідеї та стимули. Наприклад, той хто купував вугілля Шваненкірхена використовуючи валюту вера, отримував скидки 5 %. Успіх «вера-експерименту» привернув велику увагу громадськості. В більш ніж 50 вітчизняних і зарубіжних газетах, «вера-диво» з Шваненкірхені описували в деталях. А також Центральний банк зверну увагу на Хебекера. З усіх сил вивчали і нарешті 5 серпня 1931 року, з допомогою компетентного прокурора вимагали порушити кримінальну справу проти Хебекера, «за несанкціонований випуск банкнот і шахрайство». Однак Дегендорфський районний суд відмовився відкрити справу, тому що не вважав це за «кримінальний злочин». Вера не є грошима з точки зору закону.
Тим не менш, Міністерство фінансів заборонило згідно з Брюнінгським указом від 30 жовтня 1931 вера-експеримент у Шваненкірхені. 24 листопада того року районне відомство Дегендорфа повідомило Хебекеру про цей наказ. Ним також було заборонено діяльність спілки Wära-Tauschgesellschaft в Ерфурті. Таким чином вера-експеримент, як в межах Шваненкірхена, так і по всій Німеччині припинився.
Хебекер змушений був звільнити більшу частину свого колективу. Після заборони валюти вера в місто Шваненкірхен та околиці повернулося безробіття та економічний спад.